# Вануччи, Альбер
Альбер Вану́ччи (фр. Albert Vannucci; 9 августа 1947[…], Аяччо — 6 апреля 2025, Аяччо) — французский футболист, играл на позиции защитника.

## Биография

### Игровая карьера
В течение шести сезонов Вануччи играл за «Аяччо», в составе которого в 1967 году пробился в Лигу 1. Дебютировал в Лиге 1 18 августа 1967 года в матче 1-го тура с «Олимпик Лионом» — «Аяччо» проиграл матч со счётом 1:2. Всего за «Аяччо» он сыграл 150 матчей, из которых 122 матча в Лиге 1.
В 1971 году перешёл в «Сошо», за который играл в течение трёх сезонов. В 1974 году перешёл в «Олимпик Марсель», в составе которого играл один сезон. В 1975 году перешёл в «Монако», в составе которого отыграл три сезона и в 1978 году в составе «монегасков» выиграл чемпионский титул. Затем он играл за «Аяччо», «Газелек» и «Расинг» из Безансона.
За сборную Франции сыграл 2 матча.

### Тренерская карьера
В 2004 году в течение некоторого времени возглавлял «Газелек».

### Смерть
Скончался 6 апреля 2025 года в возрасте 77 лет.

## Достижения
- Чемпион Франции (1): 1977/78